# Sylvilagus insonus
Il silvilago di Omilteme (Sylvilagus insonus), noto anche come coniglio di Omiltemi, è un silvilago diffuso solamente sulla Sierra Madre del Sur, nello Stato di Guerrero, in Messico, nonostante non sia più stato avvistato dai primi anni sessanta. È ritenuto una specie minacciata a causa della distruzione dell'habitat, della caccia e del suo areale ristretto.